# Sant Salvador de Mata
Sant Salvador de Mata és una església del municipi de Capolat (Berguedà) inclosa en l'Inventari del Patrimoni Arquitectònic de Catalunya i situada a la muntanya coneguda també com Sant Salvador.

## Descripció
Restes d'una església preromànica de planta rectangular, amb els murs de tramuntana i els de ponent encara visibles, fets amb carreus de pedra picada ben escairats i col·locats en llargues filades. Aquest parament contrasta amb la resta, possiblement perquè en algun moment es remodelà la construcció. Per les restes conservades podem pensar que l'església no tenia arc triomfal, i el santuari no estava diferenciat de la resta, almenys en planta. L'església estava coberta amb bigues. Malgrat les modificacions i l'estat de ruïna total, l'església conserva part del paviment d'opus spicatum.

## Història
L'església de St. Salvador de Mata fou consagrada el 900 pel bisbe de la seu d'Urgell, Nantigís. L'acta de consagració explica que l'església es consagrà a petició del l'abat Sunila i dels habitants del lloc que l'havien restaurada al lloc anomenat Matta monasterii. El 905 el cenobi encara subsistia, car Adalaiz, comtessa filla dels comtes Suniari i Richildis, donà per remi de l'ànima dels seus pares al Monestir de Sant Joan de les Abadesses tot el terme del Castell de l'Espunyola. Esmentant els seus límits es diu que "et de parte orientis affrontat in fines de Mata monasterio". A partir d'aquesta data el monestir de St. Salvador de Mata quedà perdut en la documentació.